# Hermann Göring
Hermann Wilhelm Göring (Rosenheim, 1893. január 12. – Nürnberg, 1946. október 15.) német politikus és katonai vezető, a Nemzetiszocialista Német Munkáspárt vezető tagja, a német légierő (Luftwaffe) parancsnoka, a Harmadik Birodalom második embere. Felelős a Gestapo valamint az első koncentrációs táborok felállításáért. 1936-tól a négyéves terv végrehajtásának megbízottjaként Németország felfegyverzését hajtja végre és így a háború előkészítője lett. Ő bízta meg Heydrichet az ún. „A zsidókérdés végső megoldása“ projekt szervezésével.
A nürnbergi per (1945–1946) során háborús bűnök, a világbéke elleni összeesküvés, támadó háború megtervezése, kirobbantása és keresztülvitele valamint az emberiesség elleni bűntett vádpontjaiban bűnösnek találva, kötél általi halálra ítélték, de kivégzése előtt öngyilkosságot követett el.

## Életrajza
Hermann Göring 1893. január 12-én született a bajorországi Rosenheimben, egy nemesi hagyományokkal bíró, nagypolgári körülmények között élő családban. A család nem rosenheimi, az anya a szüléskor látogatóban volt a helységben.
Édesapja, Heinrich Ernst Göring jogi doktor volt, akit Otto von Bismarck Német Délnyugat-Afrika (ma Namíbia) (1885–1888) első birodalmi biztosának nevezett ki. Göringnek négy testvére volt: egy bátyja, két nővére és egy öccse, Albert, aki elutasította a nemzetiszocialista ideológiát.

### Gyermeksége, ifjúsága

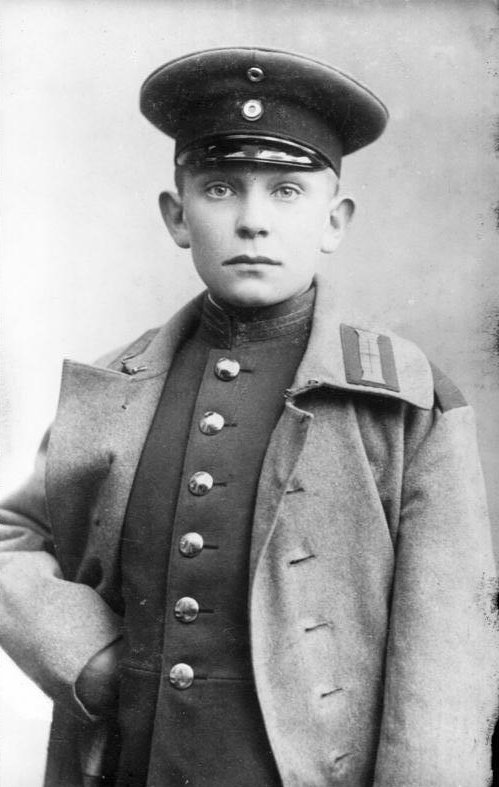
Hermann Göring 1907-ben

Anyja őt az első három életévében – eközben férjével külföldön tartózkodott – Rosenheimbe adta gondozásba a Graf családhoz. 1901-ben Göring szüleivel és testvéreivel keresztapjának, Hermann von Epensteinnak (zsidó származású orvos, akivel Göring apja Afrikában kötött barátságot) a földbirtokán élt. Epenstein a Göring család rendelkezésére bocsátotta Veldenstein várát (kb. 30 kilométerre Nürnbergtől délkeletre) lakhelyként. Göring többször meglátogatta az Epenstein családot annak mauterndorfi kastélyában is (kb. 120 kilométerre Salzburgtól délre).
Anyja nyitott szerelmi viszonyban volt Epensteinnal. Látogatásokkor nála lakott, apja másutt szállt meg.
Hermann Göring 1898–1903 között a népiskolát látogatta Fürthben, ugyanitt és Ansbachban (internátusban) mérsékelt sikerrel volt gimnazista. „Gyermekjátékai állandóan háborús játékok voltak“.
Tizenkét évesen 1905-ben apja Karlsruhéba küldi kadétiskolába. 1909-ben a Porosz Kadét Főiskolára (felsőfokú) ment Lichterfeldébe (ma: Berlin része).

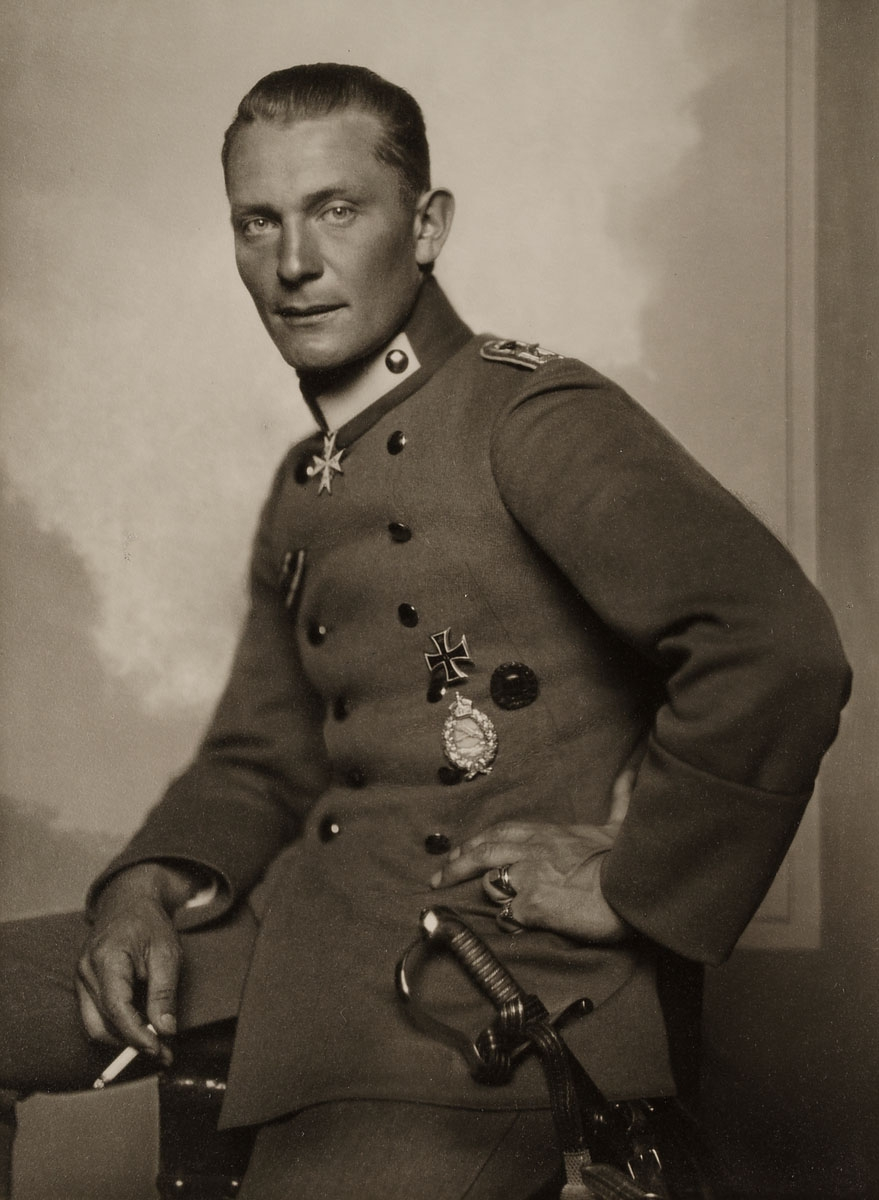
Hermann Göring 1918 körül Nicola Perscheid felvételén

### Az első világháború
Az első világháborúban az Elzászban folytatott első csatákban vett részt és a Vaskereszt második osztályával tüntették ki. 1914 szeptemberében Metz város kórházába, majd Freiburg kórházába került reumával, ahol egy barátja Bruno Loerzer, vadászpilóta volt, meggyőzte őt arról, lépjen be a légierőhöz. Erre Göring engedély nélkül távozott a kórházból, október 16-án áthelyezéssel (Darmstadt) megkezdte kiképzését mint megfigyelő a repülő-tartalékosok egyik részlegében és e hó végén a 25-ös repülőosztaghoz vezényelték át. Röviddel ezután egy repülőcsapat megfigyelőjeként szolgált. 1915. március 15-én megkapta a Vaskereszt első osztályát. 1915 júliusa és szeptembere közt Freiburgban hivatalos pilótakiképzést kapott. Szeptember közepén az 5. hadsereghez vezényelték át. 1915. november 16-án érte el első légi győzelmét. Kezdetben bombázó kötelékeket kísért, később vadászrepülő lett. 1916. március 14-én lőtte le az első ellenséges bombázógépet. Leszállás közben összetört 1916 szeptemberében a gépe és november elejétől 1917 februárjáig különféle tábori kórházakban volt.
1917 májusában a 27-es repülőosztag vezetésével bízták meg. Még ez év júniusában lelőtte a 19-edik ellenséges gépét, mire kivételesen a szokásosan megkövetelt 20. gép lelövése előtt megkapja a Pour le Mérite rendet, majd augusztusban előléptetik főhadnaggyá. Miután a magasabb egységének parancsnoka, Wilhelm Reinhard egy új gép berepülésekor halálos balesetet szenvedett 1918. július 6-án Göring lett ennek a Richthofen Repülő Cirkuszának is hívott (hivatalosan Jagdgeschwader 1) vadászezredének a parancsnoka. Az új pozíciójában végül elérte a 22. és egyben utolsó légi győzelmét.

### A weimari köztársaság ideje
1918–ban a fegyverszünet megkötését követően csapatát visszavitte Németországba. Egy berlini nyilvános gyűlésen Göring feltűnt a hadügyminiszter, Walther Reinhardt elleni heves kritikájával amiatt, hogy a miniszter kiállt a köztársaságért. Katonai tanácsadónak ment el Dániába, később Svédországba. Itt mutatta be Anthony Fokker repülőgépeit. 1919 augusztusában megszerezte a svéd repülőjogosítványt és a svéd Svensk Lufttrafik AB légitársaság megbízásait teljesítette.
1920. február 13-án Stockholmból kérte a hadseregből (Reichswehr) való elbocsátását. A versailles-i békeszerződés értelmében a hadseregnek nem lehetett légiereje. Egyidejűleg kérelmezte utólagosan alezredesi rangfokozatba való emelését és minden javadalmazásról lemondott. 1920 júniusában kérelmének helyt adtak.
1920. február 20-án ismerte meg későbbi feleségét. Az asszony Nils von Kantzow – az 1908-as londoni olimpián győztes svéd tornászcsapat tagjának – felesége volt (született: Carin Freiin von Fock). Férjét elhagyva Göringgel élt Svédországban, Hochkreuthban. Kantzow 1921 decemberében beleegyezett a válásba. 1923. január 25-én Stockholmban Göring így feleségül vehette a négy évvel idősebb asszonyt, az esküvőt később megismételték München-Obermenzingben, Göringék új lakhelyén.
1921-től a Müncheni Egyetemen történelmet, közgazdaságtant és államtudományokat hallgatott. 1922. október 12-én kért először Hitlertől találkozót, így feltehető, hogy már előbb látogatta az NSDAP rendezvényeit. Hitler kinevezte őt 1922 decemberében az SA parancsnokává. E funkciójában 1923. november 8–9-én Münchenben egyik vezetője volt a bajor rendőrség által meghiúsított ún. sörpuccsnak. Göring comblövést kapott, sebesülten vitték el társai a Residenzstraße 25. udvarába. A ház zsidó tulajdonosa, Robert Ballin az erősen vérző Göringnek a lakásában adott menedéket. Ennek fejében Ballint és feleségét kiszabadította a koncentrációs táborból a kristályéjszaka után.
Göringnek sikerült Ausztriába menekülnie. Innsbruck egyik kórházában morfint kapott a fájdalmai miatt. Ezzel vette kezdetét hosszú ideig tartó morfinizmusa. A müncheni Hitler-per idején továbbra is Ausztriában maradt. 1924 április végén felszólították az ország elhagyására. Ezért Itáliába ment, és Velencében, Rómában volt Hitler meghatalmazottja. Felesége viszont visszatért Németországba. 1925 tavaszán feleségével, Carinnal egy stockholmi lakásba költözött. 1925 augusztusában elvonókúrára utalták be. Októberben visszaesett a morfinizmusba, ezért a långbrói (Långbro, Stockholm községhez tartozó település) ideggyógyintézetbe szállították. Néhány hét után gyógyultan távozhatott.
Paul von Hindenburg birodalmi elnök általános amnesztiát hirdetett meg. Így 1926-ban Göring is visszatérhetett Németországba. Részt vett Weimarban az NSDAP pártnapján, ahol kiderült, hogy nevét a párttagok listájáról már törölték. Göring visszatért Svédországba, ahol ismét a långbrói klinikára szállították be a túlzott morfiumfogyasztása miatt. Mindössze 19 napig volt bent, 1927. szeptember 26-án távozhatott a gyógyintézetből.
1927 végén végleg visszatért Németországba és ismét belépett az NSDAP-ba és az SA-ba. Göring felvette a kapcsolatot a régi repülős bajtársaival (mint Bruno Loerzer, Ernst Udet, Erhard Milch és Paul Körner). Carinnal ekkor Berlin-Schönebergben lakott. A Reichstag tagjainak választását követően 1928. május 20-án itt lett a weimari köztársaság parlamenti képviselője. Még ebben az évben kinevezte őt Hitler az SA-Obergruppenführerévé (főcsoportvezető, a hadsereg tábornoki rangjának felel meg).
Hitler berlini tartózkodásaikor gyakran látogatta meg Göringéket. Az 1930. szeptember 14-i választásokon az NSDAP jelentős számú szavazatot kapott. Hitler ekkor Göringet hivatalosan kinevezte a saját „fővárosi politikai megbízott”jának, mivel Hitler továbbra is Münchenben maradt.
Göring felesége, Carin 1931-ben, tüdőbajban elhunyt. Elvesztett feleségének emlékére Göring a Schorfheidében (Groß Schönebeck közelében) lévő fényűző vadászkastélyát Carinhallnak nevezte el.
1935-ben feleségül vette Emmy Sonnemann színésznőt (Adolf Hitler volt a násznagya), akitől Edda Göring nevű lánya született 1938. június 2-án.

### A Reichstag Elnöke, 1932

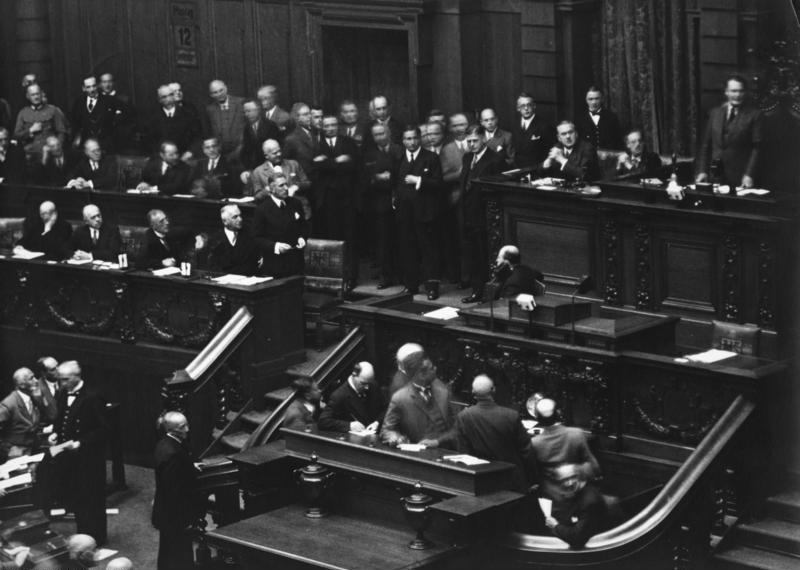
A Reichstag Elnöke, Göring (jobbra fent) ignorálja az 1932. szept. 12-i ülésen Franz von Papen Birodalmi Kancellárt

Az 1932. júliusi Reichstag-választással az NSDAP első alkalommal vált a legerősebb párttá. A parlamenti szokásoknak megfelelően Göringet – mint a legerősebb frakció képviselőjét – a Reichstag első ülésén, 1932. augusztus 30-án, Németország Birodalmi Gyűlésének Elnökévé választották, ezt a hivatalt formálisan egészen 1945-ig betöltötte. Ezzel az NSDAP a köztársaság harmadik legfontosabb helyét elfoglalta.
Az 1932. szeptember 12-i ülésen Göring egy eljárási trükk segítségével elérte, hogy bár Hindenburg birodalmi elnök kihirdette már a Reichstag feloszlatását, mégis egy a Papen-kormány elleni bizalmatlansági indítványról döntés születhessék, melynek eredménye Papen számára megalázó lett. A következő hónapok során Göringnek döntő szerepe volt a weimari köztársaság szétverésében.

### A nemzetiszocialista idők
Von Hindenburg birodalmi elnök 1933. január 30-án kinevezte Adolf Hitlert Birodalmi Kancellárrá. Hitler meghívta kormányába Göringet és Wilhelm Fricket, mint egyetlen nemzeti-szocialista minisztert. Göring tárca nélküli birodalmi miniszter lett, valamint a porosz belügyminisztériumnak és a légiközlekedésnek a biztosa. Mint biztos és belügyminiszter az egész Porosz Politikai Rendőrség főparancsnoka lett. Így játszhatott döntő szerepet a nemzetiszocialista hatalomátvételben és a rezsim felépítésében, mert csak a rendfenntartó szervek feletti ellenőrzés révén lehetett megsemmisíteni a politikai ellenfeleket. Papen ugyan elöljárója volt, – mint Hitler kormányának alkancellárja és porosz miniszterelnök – de Göring egyszerűen megkerülte. Amikor Papen a Vatikánba utazott rendezni a német állam kapcsolatait, a porosz Landtag Göringet választotta meg 1933. április 10-én Poroszország miniszterelnökévé.
Az ő kezdeményezésére létesültek az első, még börtönszerű koncentrációs táborok, melyekbe az SA és a rendőrség az ellenzékieket bezárta. A Gestapónak (titkos államrendőrségnek) az alapgondolata is Göringtől származott, melyből később kinőtt a Reichssicherheitshauptamt (RSHA, Birodalom-biztonsági Főhivatal). A Gestapo első parancsnoka, Rudolf Diels Göringgel családi kapcsolatban volt. A Röhm-puccsban 1934 júniusában a Gestapónak volt kulcsszerepe. Ernst Röhmnek és mintegy kétszáz magas rangú SA-parancsnoknak a meggyilkolását Göring indítványozta.

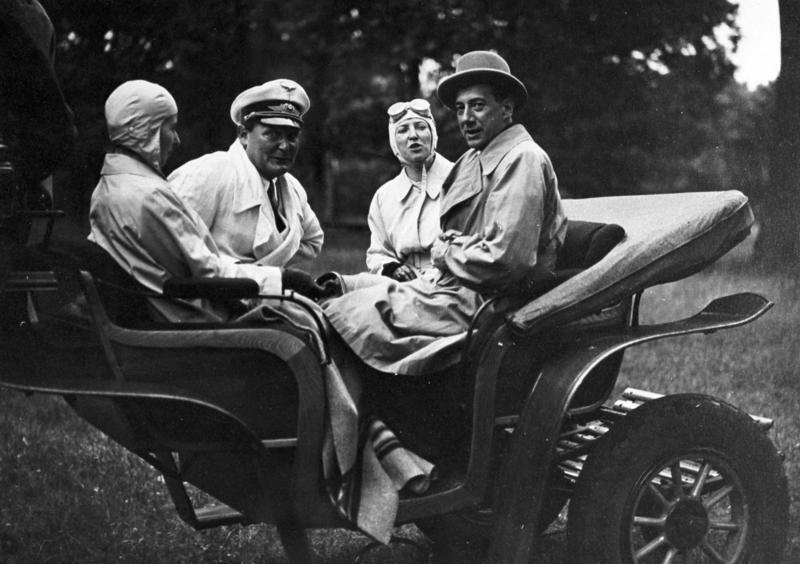
Göring és Józef Beck lengyel külügyminiszter kiránduláson, 1935. július

A nemzetiszocializmus idején Göring – legalábbis a nyilvánosság szemében – az állam Hitler utáni második emberévé vált. Göring annyira nagyképű és törtető volt, hogy sikerült háttérbe szorítani Rudolf Hesst, aki korábban Hitler jobbkezének számított. Hess – feltehetően, – hogy felmutasson valamit, egyedül Nagy-Britanniába repült, hogy békére bírja az angolokat s együtt induljanak támadásra a bolsevik Oroszország ellen.[forrás?] Hess úgy gondolta egy ilyen bravúrral újra visszaszerezheti pozícióját Göringgel szemben.

1934-ben törvényt alkottak arról, hogy Hitler halála esetén Göring lesz a kijelölt utód. 1933-ban a légiközlekedés birodalmi biztosa, majd röviddel ezután légiközlekedési miniszter lett. Ez év augusztus 30-án a gyalogsági tábornokká léptették elő, mellyel öt rangfokozatot ugrott, mivel mint alezredes lépett ki korábban a Reichswehrből. A cél ezzel az volt, hogy Göring a katonai körökben egy bizonyos tekintélyt kapjon a Luftwaffe (légierő) felépítéséhez. Ennek az újból létrehozott fegyvernemnek a fővezérévé nevezték ki Göringet 1935 májusában (átnevezve a gyalogsági tábornoki címét repülő tábornoki címmé). Hitler születésnapja alkalmából 1936. április 20-án vezérezredessé léptették elő.
1934-ben Göring birodalmi főerdész és fővadász, valamint a természetvédelem főmegbízottja lett. E funkciójában vitte keresztül a lényegében még ma is érvényes Birodalmi (új nevén Szövetségi) Vadászati Törvényt 1934. július 3-án.

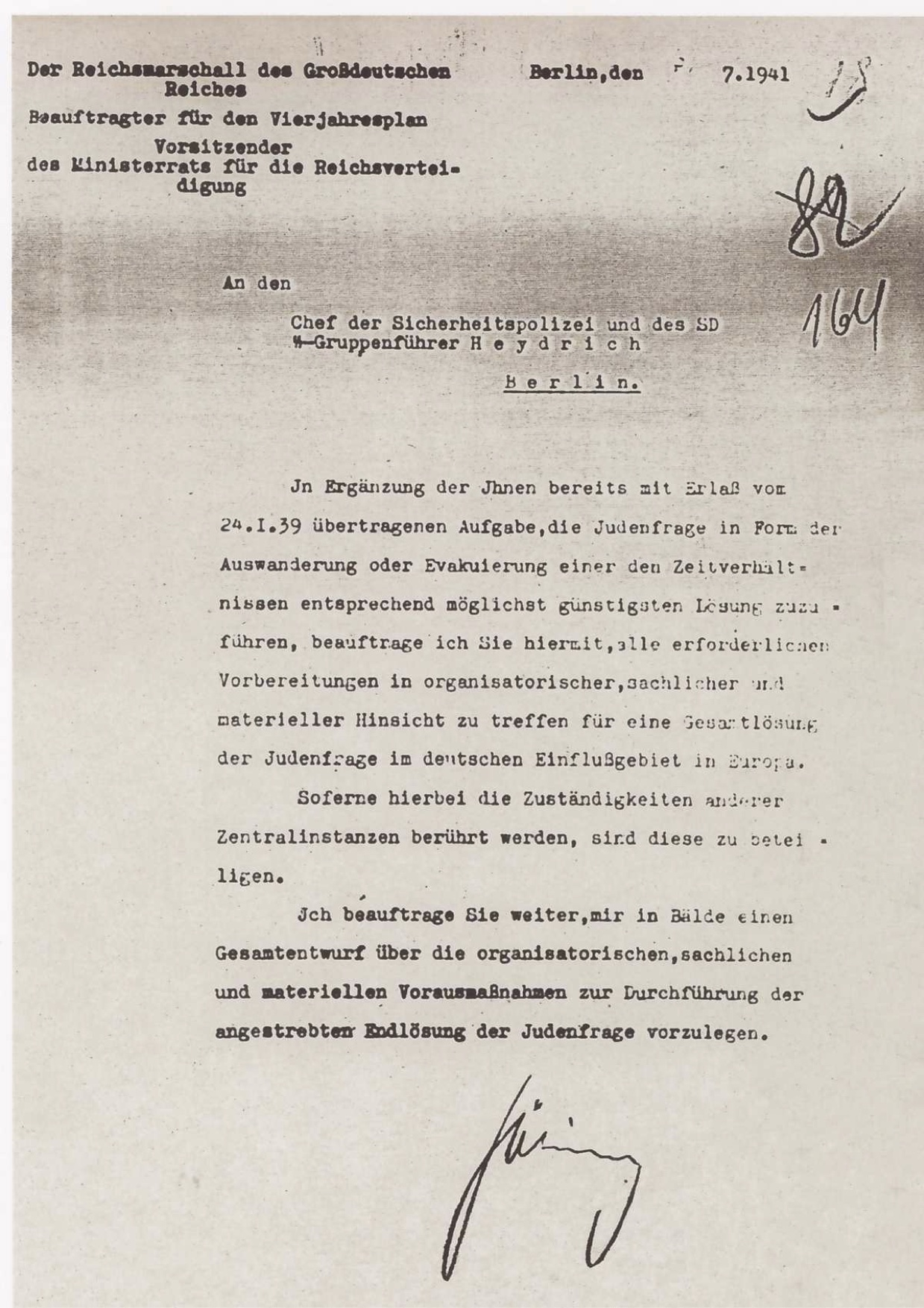
Göring 1941 júliusában megbízta Reinhard Heydrichet a zsidó kérdés kivándorlásos vagy evakuációs megoldásával (költségeket, szervezetét, végrehajtását beleértve). (A dokumentum)

1936. október 18-án Göringet kinevezték a négyéves terv vezetőjévé. Ezzel ténylegesen Németország gazdasági diktátora lett. Hjalmar Schacht gazdasági minisztert gyorsan háttérbe szorította. Feladata volt, hogy a német gazdaságot felkészítse a háborúra. Ennek a funkciójának azonban nem volt képes megfelelni, így utóda Albert Speer lett 1942-ben.
Göring 1938 elején remélte, hogy Werner von Blomberg utódjaként a Wehrmacht főparancsnoka lehet. Blomberg javaslatára azonban maga Hitler vette át a főparancsnoki funkciót. 1938. február 4-én Göringet előléptették tábornaggyá. Blomberg lemondását követően Göring volt 1939-ig az egyetlen marsall, így a Wehrmacht legmagasabb rangú tisztje.
1938. november 12-én, a Kristallnacht néven hírhedett novemberi pogromok után, Göring ülést hívott össze a légiközlekedési minisztériumban, hogy intézkedésekről határozzanak a zsidók vagyonelkobzásáról és kivándorlásra kényszerítéséről. Így javasolta, hogy a német zsidók egymilliárd Reichsmark pénzbüntetést kapjanak. 1938. november 12-én a novemberi pogrom után Göring ezzel fenyegetett:

„Ha a Német Birodalom belátható időn belül külpolitikai konfliktusokba bonyolódik, akkor magától értetődő, mi itt Németországban legelsősorban arra fogunk gondolni, hogy a zsidókkal keményen leszámoljunk.”

A novemberi pogromok áldozatainak kellett, megfelelő antiszemita törvények és rendelkezések (köztük a zsidóadó) értelmében pénzelniük a tettesek felfegyverkezését. Ez az államilag kikényszerített elszegényedésükhöz vezetett. Göring emiatt hozta létre 1939. január 24-én Berlinben a A zsidó kivándorlást támogató birodalmi központot (Reichszentrale für jüdische Auswanderung) azzal a céllal, hogy „minden lehető eszközzel támogassuk a zsidók kivándorlását”.
Göring követelte, a zsidók kapjanak egyenruhát, hogy így a nyilvánosság őket felismerje. 1941. szeptember 1-jén ez valósult meg a sárga csillag viselésének kötelező előírásában a nürnbergi törvények keretében a birodalomban élő zsidóság számára. Göring így kommentálta a kilengéseket, melyeken számos zsinagógát felgyújtottak, szétromboltak sok német zsidó üzletet és lakást::

„Jobbnak láttam volna, ha 200 zsidót agyonütöttetek volna és nem semmisítettetek volna meg ilyen értékeket.”

A holokauszt előkészítésében és végrehajtásában való részvételét egy 1941. július 31-én adott parancsa (a fent bemutatott dokumentum) bizonyítja, melynek valódiságát a Göring a nürnbergi per során elismerte. Ebben Göring 1941 júliusában megbízta Reinhard Heydrichet a zsidókérdés kivándorlásos vagy evakuációs megoldásával. A bemutatott levélnek fontos szerepe volt a nürnbergi perben Göringnek az emberiség ellenes bűnösségét bizonyítandó. A perről szóló dokumentumfilm bizonysága szerint Göring hevesen tiltakozott a levél angol fordítása miatt, mely esetleg manipulálni kívánta ellene a bírákat, akik között nem volt németül tudó (pl. egy semleges svájci) bíró. Tiltakozása komoly zavarra vezetett. Annak érdekében, hogy a németben járatlan olvasó önmaga eldöntse a kérdést: a végső, vég-, vagy végleges megoldása egy kérdésnek egyenértékű-e a kérdésben érintettek végével, azaz adott-e Göring írott parancsot a zsidók tömeges megölésére, álljon itt a parancs igen szoros, de a magyar nyelvhelyességnek mégis megfelelő fordítása:
A Nagynémet Birodalom Marsallja
A négyéves terv megbízottja
A Birodalom-védelmi Minisztertanács Elnöke
Berlin, 1941. július
A biztonsági rendőrség és az SD vezetőjének
SS- Gruppenführer H e y d r i c h
Berlin
A már 1939. I. 24-én kiadott rendelkezésben kiadott feladat kiegészítéseként, a zsidó kérdéshez a kivándorlás vagy evakuálás formáiban való, az idő körülményeinek megfelelő megoldást keresni, ezennel megbízom Önt azzal, hogy mind szervezési, mind dologi és materiális szempontból készítse elő a zsidó kérdés átfogó megoldását Európa német befolyás alatt álló területén.
Amennyiben más központi szervek illetékességét érinti ez, ezeknek részt kell venniük.
Továbbá megbízom Önt, nyújtsa be nekem mielőbb a szervezési, dologi és materiális megelőző intézkedéseknek egy átfogó vázlatát, mely az elérendő végső megoldáshoz szolgál a zsidó kérdésben.
A perben Göring minden felelősséget elhárított magától a holokauszttal kapcsolatban, azt állította, nem volt tudomása róla. Egy koncentrációs táborról szóló film levetítését követően azt nyilatkozta, nem volt részletesen tájékoztatva az ottani állapotokról, a filmbeli ábrázolását ezeknek túlzottnak tartja.
Hermann Göring mint műkincsgyűjtő egyszerre vált híressé és hírhedtté. A szép festmények és más művészi tárgyak iránti szenvedélye jelentős műkincsrablóvá tette. A „Harmadik Birodalom második embere” oly sok műtárgyat halmozott fel, mint senki más funkcionárius. Gyűjteményében 1800 festmény volt. Ehhez társult számos falikárpit, szobrok és más képzőművészeti alkotások. Göring gyűjtői szenvedélye rendkívül gátlástalan volt. Együttműködött Rosenberg birodalmi vezető műkincsrablóként ismert gárdájával. Azonban saját szervezete is volt Devisenschutzkommandos (devizavédelmi-kommandók) néven, ezek hajtották végre a megszállott területeken a művészeti tárgyak elkobzását.
Hitler háborús terveivel szemben szkeptikus volt, sikerességüket vitatta. Carinhallban, a légiközlekedésben érdekelt nagyiparosok egyik megbeszélésén, 1938-ban így nyilatkozott:

„ Egész világosan fel kell készülnünk erre. Azt gondolom, ahogy a helyzet mutatja, ez 10-15%-ig úgy áll, hogy valahogyan a dolog még kis akciókban megoldható. Mégis 80, 85, 90%-ban meggyőződésem, hogy a dologból mégis egyszer összeomlás lesz és még egyszer a nagy küzdelmet – amitől én nem riadok vissza - meg kell vívnunk. Minden azon múlik, hogy nehogy újra elhagyjon bennünket az erő..... Németország aztán a világ első hatalmává lesz, eljön az óra, melyben Németország gazdag lesz. Ehhez azonban valamit kockáztatnunk kell, ezért valamit be kell vetnünk.”

1938-ban, a cseh válság idején Ribbentrop háta mögött Mussolinivel a müncheni egyezményt szervezte meg. Nehogy még egyszer zavarja Hitler terveit, Göringet a második világháborút megelőző időkben a külpolitikában hidegre tették. 1940-ben egyedül az ő számára kreáltak egy a nagybirodalom birodalmi marsallja rendfokozatot, s ebbe léptették elő.

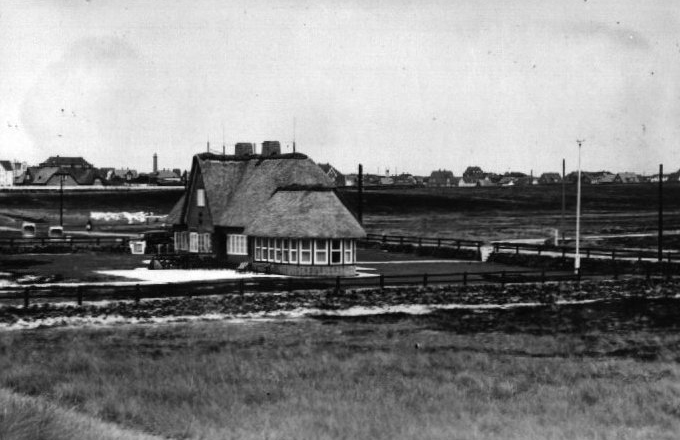
Göringék villája Sylten

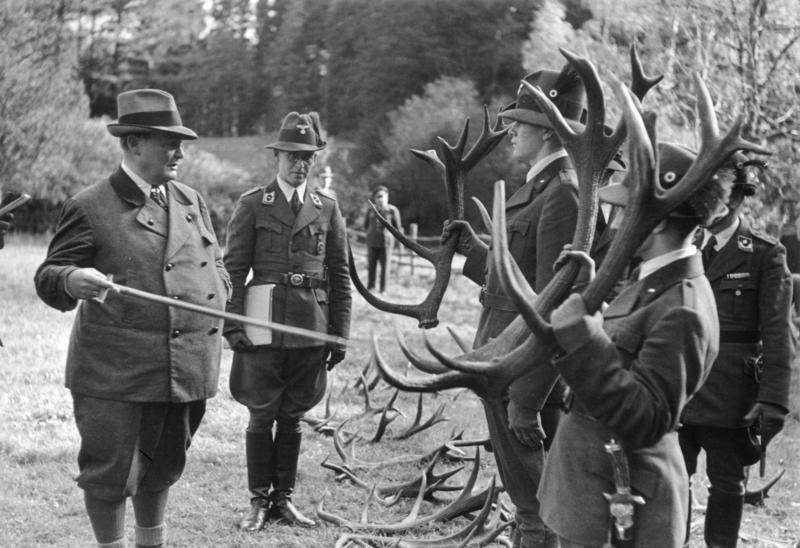
Hermann Göring vadászaton

1940 május-júniusáig, a Franciaország elleni támadásig Göringet a légierő hőseként ünnepelték. Az angliai csatában követett katasztrofális stratégiája miatt egyre inkább kegyvesztetté lett. Felelőse volt a sztálingrádi csata során elszenvedett katasztrófának, mert – bár tudta, hogy ez aligha lehetséges – Hitlert biztosította a bekerített hadsereg légi utánpótlásának lehetőségéról. A négyéves terv megbízottjaként megszervezte az elfoglalt területek gazdasági kizsákmányolását. Azt, hogy ennek során embermilliók halnak majd éhen, úgy határozta meg, mint szükségest és kívánni valót. A háborús főbűnösök elleni nürnbergi perben megerősítette, hogy a megszállt területek birodalmi biztosai számára szolgáló rendelkezésében, 1942-ben így nyilatkozott:

„Korábban a dolog számomra viszonylag egyszerűnek tűnt. Akkoriban ennek kifosztás volt a neve. A hódítónak joga azt elvenni, amit meghódított. Mostanra a formák humánusabbá lettek. Azt gondolom mégis, kifosztani, éspedig teljesen!”

1942-vel kezdődően Göring a háborús helyzet megbeszélésein gyakran csak képviseltette magát. Sok körutazást tett, és gyűjtő-, meg vadászszenvedélyének élt. A háború fejlődésében csak kevéssé vett részt.
1945. április 20-án, Hitler hivatalos születésnapi fogadását követően, Göring elhagyta Berlint Berchtesgaden irányába. Azzal búcsúzott el Hitlertől, hogy Dél-Németországban fontos feladatok várják.
Hitler őt az 1945. április 29-én kelt politikai végrendeletében minden állami hivatalából és az NSDAP-ból is kitaszította és elrendelte a letartóztatását is. Göring ugyanis – az 1934 évi, erre vonatkozó törvénnyel visszaélve – megkísérelte a Hitler utódjakénti fellépést. A birodalmi marsall Hitler bejelentését, miszerint mindvégig a birodalmi kancellárián fog kitartani, úgy értelmezte, mint lemondást.

### Foglyul ejtése, pere és halála
A letartóztatott Göringet ejtőernyős ezrede kiszabadította.[forrás?] A kérdésre, most hová igyekszik, azt válaszolta: „Ifjúságom várába.” 1945. május 7-én elutazott Burg Mauterndorf (Ausztria) felé és mivel ott még bizonytalan volt, a Vörös Hadseregnek sikerül-e majd a Mur völgyébe, vagyis egészen a salzburgi Lungauig előnyomulnia, Göring úgy döntött, a Fischhorn várba (salzburgi Pinzgauban) menekül és megadja magát a 7. amerikai hadsereg katonáinak.
1945. május 21-én Göringet felesége, Emmy és lánya, Edda társaságában a titkos amerikai táborba, a Camp Ashcanba (a luxemburgi Bad Mondorfba) vitték. Itt hallgatták ki és tartották fogva 1945. május és szeptember közt az addig elfogott nemzetiszocialista funkcionáriusok és magas rangú katonák nagy részét. 1945 novemberétől Göringet Nürnbergben állították bírái elé, mint rangidős nemzetiszocialistát. A morfint fokozatosan elvonták tőle. Ezután a perbéli társaira a Harmadik Birodalom idejéből ismert korábbi Göringnél elevenebbnek és küzdőképesebbnek hatott.
A per során mind a négy vádpontban (világbéke elleni összeesküvés, támadó háború megtervezése, kirobbantása és keresztülvitele, a hadijog megsértése, az emberi jogok megsértése) bűnösnek találták, ezért kötél általi halálbüntetést szabtak ki rá. Göring kérelmezte az ítélet golyó általi halállá változtatását, de ezt elutasították. A kivégzés elől egy hidrogén-cianid méregampulla bevételével öngyilkosságba menekült.
Az, hogy honnan juthatott Göring a méreghez, hamarosan számos spekuláció tárgyává lett. Erich von dem Bach-Zelewski, a Waffen-SS egykori tábornoka a vizsgálati fogságakor állította, a méreg tőle került Göringhez. Már a per elején kereste az egykori birodalmi marsallhoz a kapcsolatot és a folyosón egy darab szappan belsejében átadta neki a mérget. Bach-Zelewski ezt az állítását azzal erősítette meg, hogy egy további ampullát adott át az amerikaiaknak 1951-ben, melynek üvege ugyanazon gyártási sorozatból származott, mint az üvegszilánkoké, melyeket Göring szájüregében felleltek. Egy másik verzió szerint állítólag Jack G. Wheelis, az amerikai hadsereg egy hadnagya, akivel Göring összebarátkozott, adta át neki a mérget. 2005 elején jelentkezett végül Herbert Lee Stivers, egykori őrkatona a nürnbergi per során, és állította, hogy egy Mona nevű asszony és egy férfi arra kérték őt akkoriban, hogy Göringnek adjon át jegyzeteket és egy töltőtollat. Ebben állítólag egy gyógyszeres kapszula volt, melyről neki azt mondták, Göringnek – aki nagybeteg – erre szüksége van. Herbert Lee Stivers Göring öngyilkossága után meg volt győződve, hogy az „orvosság” volt a cianidkapszula, mellyel Göring az akasztás elől elmenekült; félve azonban a rá váró bűnpertől, egészen 2005-ig hallgatott.

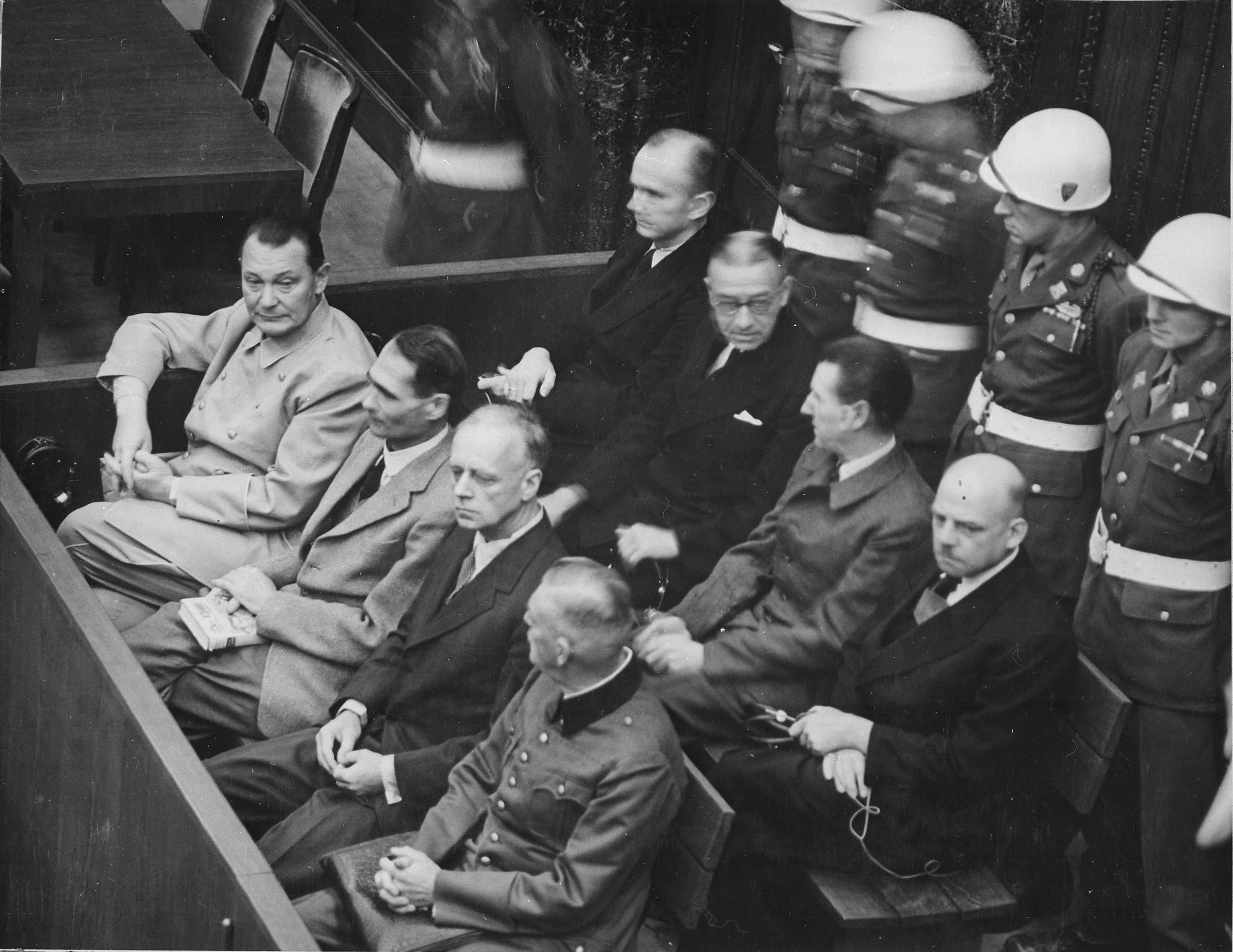
Nyolc vádlott Nürnbergben: 1. sor balról jobbra: Göring, Heß, von Ribbentrop, Keitel; mögöttük balról Dönitz, Raeder, von Schirach, Sauckel

Göring maga is vázolta egy a börtönparancsnokhoz írott búcsúlevélben öngyilkosságát. E szerint a kezdetektől fogva három ciánkapszula volt nála. Ezek egyikét úgy rejtette el, hogy azt „meg tudják találni”, egy másikat oly gondosan, hogy azt soha nem találták meg, a per idején ez mindvégig nála volt, a csizmájában. A harmadik kapszula egy bőrkrémes dobozban volt elrejtve a csomagjában, melyhez Jack Wheelis amerikai tiszt útján hozzá tudott férni.
Holttestét elhamvasztották és hamvait az Isar egyik oldalágába szórták.

## Betöltött hivatalai
Számtalan posztot betöltött, melyeket jól meg is fizettetett magának. Legfontosabb hivatalai:
- a Führer politikai megbízottja a birodalmi fővárosban (1932–33)
- tiszteletbeli SA-Obergruppenführer (1936–45)
- porosz belügyminiszter (1933–34)
- a porosz rendőrség főparancsnoka (1933–36)
- a Gestapo főparancsnoka Poroszországban (1933-34)
- porosz miniszterelnök (1933–45)
- Poroszország helyettes helytartója (1933–45)
- a porosz államtanács elnöke (1933–45)
- a Reichstag elnöke (1932–45)
- tárca nélküli birodalmi miniszter (1933)
- birodalmi főerdész (1934–45)
- birodalmi fővadász (1934–45)
- a titkos kabinet-tanács tagja (1938–45)
- a védelmi miniszteri tanács elnöke (1939–45)
- a Führer kijelölt utóda (1933–45)
- a birodalmi kutatási tanács elnöke (1943–45)
- a légiközlekedés birodalmi biztosa (1933)
- légiközlekedési miniszter (1933–45)
- a birodalmi légvédelmi szövetség elnöke (1933)
- a légierő főparancsnoka (1935–45)
- gyalogsági tábornok (1933–35)
- tábornagy (1936–37)
- marsall (1938–39)
- a Nagynémet Birodalom birodalmi marsallja (1940–45)
- a nyersanyagok és a deviza birodalmi biztosa (1936)
- a négyéves terv megbízottja (1936–40)
- a központi tervhivatal elnöke (1943–45)
- a Hermann Göring Birodalmi Művek főigazgatója (1937–45)

## Filmek az életéről
- Jörg Müllner (Forgatókönyv és rendezés): Göring – egy karrier Németország, ZDF, Háromrészes dokumentumfilm Dreiteilige Dokumentation, Untertitel und Erstsendung: „A cinkos“ (14.), „A második férfi “ (21.), „ Náci Nr. 1 “ alcímekkel. Bemutatók : 2006 márc.14, 21 és 28.
- Michael Kloft: Görings letzte Schlacht. Das Tribunal von Nürnberg.(Göring utolsó csatája. Nürnbergi bíróság.) Zweiteilige TV-Dokumentation. D, 2 x 45 min.

## Magyarul
- Hitler, Göring, Ribbentrop beszédei a negyedik háborús tél küszöbén; Centrum, Bp., 1942

## Emlékezete
- Alakja felbukkan Kondor Vilmos Budapest noir című bűnügyi regényében, mint Gömbös Gyula miniszterelnök temetésének egyik legmagasabb rangú résztvevője.

## Fordítás
- Ez a szócikk részben vagy egészben  a   Hermann Göring című német Wikipédia-szócikk ezen változatának fordításán alapul.  Az eredeti cikk szerkesztőit annak laptörténete sorolja fel. Ez a jelzés csupán a megfogalmazás eredetét és a szerzői jogokat jelzi, nem szolgál a cikkben szereplő információk forrásmegjelöléseként.

## Külső hivatkozások
- Holokauszt Magyarországon
- A survivor and Nuremberg journalist recalls a surreal meeting with Goering By Ernest W. Michel for the JTA November 21, 2005
- TRIAL : Göring trial
- Göring’s last prison interview he gave to US Army Intelligence before the Nuremberg Trials published by The Historynet